# Justice World Tour
The Justice World Tour, anteriormente conocido como The Changes Tour y The Justin Bieber World Tour, es la cuarta gira de conciertos del cantante canadiense Justin Bieber. La gira se lanzó en apoyo de su quinto y sexto álbum de estudio, Changes (2020) y Justice (2021). Promocionada por T-Mobile, la gira estaba originalmente programada para comenzar el 14 de mayo de 2020 en Seattle, Washington en CenturyLink Field y concluir el 26 de septiembre de 2020 en East Rutherford, Nueva Jersey en el MetLife Stadium. Sin embargo, debido a las preocupaciones de COVID-19, todas las fechas planificadas originales se pospusieron hasta 2021, y fueron programadas para comenzar el 18 de febrero de 2022 en San Diego, California. Kehlani y Jaden Smith estaban programados para actuar como actos de apoyo en América del Norte, pero fueron eliminados después de que se reprogramara la gira. Se anunciará un nuevo acto en una fecha posterior.
El 1 de marzo de 2023 Bieber cancela el resto de su gira, dándola por concluida el 4 de septiembre de 2022.

## Antecedentes
Durante el último trimestre de 2019, especialmente en diciembre, Justin Bieber comenzó a provocar su regreso musical a través de sus redes sociales. El 20 de diciembre, Bieber tuiteó que algo iba a suceder el 24 de diciembre, 31 de diciembre de 2019, así como el 3 y 4 de enero de 2020. El 24 de diciembre, lanzó un video en YouTube donde anunció que liberaría su quinto álbum durante 2020, el 31 de diciembre se lanzó el tráiler de Justin Bieber: Seasons, el primer sencillo de su quinto álbum de estudio "Yummy" fue lanzado el 3 de enero, y el 13 de enero anunció la primera ronda de fechas para su nueva gira mundial.
Originalmente, Jaden Smith y Kehlani estaban destinados a apoyar la gira como actos de apertura, pero se anunció en el sitio web oficial de Bieber a través de la sección de giras que ya no tocarían en la gira debido a que se agregaría un nuevo apoyo para el acto de apertura más adelante.
El 6 de marzo de 2020, varias fechas de estadios se redujeron a fechas de estadios, y los espectáculos se trasladaron a lugares de arena adyacentes a los estadios. El equipo de Bieber citó «circunstancias imprevistas» y baja venta de entradas.
El 1 de abril de 2020, se anunció que la gira se pospondrá debido a la pandemia de COVID-19 en curso.
El 23 de julio de 2020, Justin Bieber lanzó nuevas fechas de gira presentadas por T-Mobile.
El 30 de abril de 2021, Bieber anunció que la gira se pospondría hasta 2022. Las nuevas fechas de la gira se anunciaron el 6 de mayo de 2021.
El 12 de agosto de 2021, se anunció que Bieber actuaría en el Festival Rock in Rio en Brasil.
El 15 de noviembre de 2021, Bieber anunció una gira mundial masiva de 98 fechas que se extiende hasta finales de 2022 y principios de 2023.
El 10 de junio de 2022 el cantante anunció que sufría el síndrome de Ramsay-Hunt el cual le paralizaba media cara. Por lo tanto canceló gran parte de los conciertos pendientes en Norteaméric
El 6 de septiembre, un día antes de concluir la fecha en Chile cancela el resto de su gira en Sudamérica para luego a lo largo del mes cancelar en total 28 conciertos,(afectando a países como Argentina, Sudáfrica, India, Barehin, Israel y Japón y más) para luego suspender y posponer con fecha indefinida todos sus conciertos hasta el 25 de marzo hasta nuevo aviso, debido a complicaciones de salud física y mental.

## Posible Setlist
El siguiente setlist corresponde al interpretado el 28 de mayo de 2022 en Guadalajara,  México podría no corresponder al de toda la gira.
1. Somebody
2. Hold On
3. Deserve You
4. Holy
5. Where Are Ü Now
6. What Do You Mean?
7. Yummy
8. Hold Tight
9. Love Yourself
10. Off My Face
11. Confident
12. All That Matters
13. Honest
14. Sorry
15. Love You Different
16. As I Am
17. Ghost
18. Lonely
19. 2 Much
20. Intentions
21. Boyfriend
22. Baby
23. Peaches
24. Anyone

## Fechas
| Fecha                   | Ciudad           | País           | Recinto                                | Teloneros                        | Entradas vendidas / Disponibles | Recaudación |
| ----------------------- | ---------------- | -------------- | -------------------------------------- | -------------------------------- | ------------------------------- | ----------- |
| Norteamérica            |                  |                |                                        |                                  |                                 |             |
| 18 de febrero de 2022   | San Diego        | Estados Unidos | Pechanga Arena                         | Jaden Smith Eddie Benjamin TEO   | 10,163 / 10,163                 | $1,680,198  |
| 28 de febrero de 2022   | San José         | Estados Unidos | SAP Center                             | Jaden Smith Eddie Benjamin TEO   | 23,258 / 23,258                 | $3,621,854  |
| 2 de marzo de 2022      | San José         | Estados Unidos | SAP Center                             | Jaden Smith Eddie Benjamin TEO   | 23,258 / 23,258                 | $3,621,854  |
| 4 de marzo de 2022      | Sacramento       | Estados Unidos | Golden 1 Center                        | Jaden Smith Eddie Benjamin TEO   | 13,201 / 13,201                 | $2,016,350  |
| 7 de marzo de 2022      | Los Ángeles      | Estados Unidos | Crypto.com Arena                       | Jaden Smith Eddie Benjamin TEO   | 25,714 / 25,714                 | $4,218,557  |
| 8 de marzo de 2022      | Los Ángeles      | Estados Unidos | Crypto.com Arena                       | Jaden Smith Eddie Benjamin TEO   | 25,714 / 25,714                 | $4,218,557  |
| 11 de marzo de 2022     | Portland         | Estados Unidos | Moda Center                            | Jaden Smith Eddie Benjamin TEO   | —                               | —           |
| 13 de marzo de 2022     | Salt Lake City   | Estados Unidos | Vivint Arena                           | Jaden Smith Eddie Benjamin TEO   | —                               | —           |
| 16 de marzo de 2022     | Denver           | Estados Unidos | Ball Arena                             | Jaden Smith Eddie Benjamin TEO   | —                               | —           |
| 18 de marzo de 2022     | Tulsa            | Estados Unidos | BOK Center                             | Jaden Smith Eddie Benjamin TEO   | —                               | —           |
| 21 de marzo de 2022     | Atlanta          | Estados Unidos | State Farm Arena                       | Jaden Smith Eddie Benjamin TEO   | 20,604 / 20,604                 | $3,367,750  |
| 22 de marzo de 2022     | Atlanta          | Estados Unidos | State Farm Arena                       | Jaden Smith Eddie Benjamin TEO   | 20,604 / 20,604                 | $3,367,750  |
| 25 de marzo de 2022     | Toronto          | Canadá         | Scotiabank Arena                       | Jaden Smith Eddie Benjamin TEO   | —                               | —           |
| 28 de marzo de 2022     | Ottawa           | Canadá         | Canadian Tire Centre                   | Jaden Smith Eddie Benjamin TEO   | —                               | —           |
| 29 de marzo de 2022     | Montreal         | Canadá         | Centre Bell                            | Jaden Smith Eddie Benjamin TEO   | 15,226 / 15,226                 | $2,038,173  |
| 31 de marzo de 2022     | Newark           | Estados Unidos | Prudential Center                      | Jaden Smith Eddie Benjamin TEO   | 12,770 / 12,770                 | $2,176,417  |
| 2 de abril de 2022      | Pittsburgh       | Estados Unidos | PPG Paints Arena                       | Jaden Smith Eddie Benjamin TEO   | 13,362 / 13,362                 | $1,905,350  |
| 7 de abril de 2022      | Jacksonville     | Estados Unidos | Jacksonville Veterans Memorial Arena   | Jaden Smith Eddie Benjamin TEO   | —                               | —           |
| 9 de abril de 2022      | Tampa            | Estados Unidos | Amalie Arena                           | Jaden Smith Eddie Benjamin TEO   | 12,664 / 12,664                 | $1,855,880  |
| 11 de abril de 2022     | Orlando          | Estados Unidos | Amway Center                           | Jaden Smith Eddie Benjamin TEO   | 12,462 /12,462                  | $1,771,209  |
| 13 de abril de 2022     | Miami            | Estados Unidos | FTX Arena                              | Jaden Smith Eddie Benjamin TEO   | —                               | —           |
| 16 de abril de 2022     | Greensboro       | Estados Unidos | Greensboro Coliseum                    | Jaden Smith Eddie Benjamin TEO   | —                               | —           |
| 19 de abril de 2022     | Cincinnati       | Estados Unidos | Heritage Bank Center                   | Jaden Smith Eddie Benjamin TEO   | —                               | —           |
| 21 de abril de 2022     | Indianápolis     | Estados Unidos | Gainbridge Fieldhouse                  | Jaden Smith Eddie Benjamin TEO   | —                               | —           |
| 24 de abril de 2022     | Des Moines       | Estados Unidos | Wells Fargo Arena                      | Jaden Smith Eddie Benjamin TEO   | 11,792 / 11,792                 | $1,684,772  |
| 27 de abril de 2022     | Austin           | Estados Unidos | Moody Center                           | Jaden Smith Eddie Benjamin TEO   | 11,716 / 11,716                 | $1,664,815  |
| 29 de abril de 2022     | Houston          | Estados Unidos | Toyota Center                          | Jaden Smith Eddie Benjamin TEO   | —                               | —           |
| 1 de mayo de 2022       | Dallas           | Estados Unidos | American Airlines Center               | Jaden Smith Eddie Benjamin TEO   | 13,304 / 13,304                 | $2,321,049  |
| 4 de mayo de 2022       | Kansas City      | Estados Unidos | T-Mobile Center                        | Jaden Smith Eddie Benjamin TEO   | —                               | —           |
| 6 de mayo de 2022       | Mineápolis       | Estados Unidos | Target Center                          | Jaden Smith Eddie Benjamin TEO   | 13,192 / 13,192                 | $1,826,994  |
| 9 de mayo de 2022       | Chicago          | Estados Unidos | United Center                          | Jaden Smith Eddie Benjamin TEO   | 28,756 / 28,756                 | $4,368,390  |
| 10 de mayo de 2022      | Chicago          | Estados Unidos | United Center                          | Jaden Smith Eddie Benjamin TEO   | 28,756 / 28,756                 | $4,368,390  |
| 12 de mayo de 2022      | Grand Rapids     | Estados Unidos | Van Andel Arena                        | Jaden Smith Eddie Benjamin TEO   | —                               | —           |
| 14 de mayo de 2022      | Búfalo           | Estados Unidos | KeyBank Center                         | Jaden Smith Eddie Benjamin TEO   | —                               | —           |
| 16 de mayo de 2022      | Columbus         | Estados Unidos | Value City Arena                       | Jaden Smith Eddie Benjamin TEO   | —                               | —           |
| 17 de mayo de 2022      | Nashville        | Estados Unidos | Bridgestone Arena                      | Jaden Smith Eddie Benjamin TEO   | —                               | —           |
| 22 de mayo de 2022      | Monterrey        | México         | Estadio de Béisbol Monterrey           | Eddie Benjamin ¿Téo?             | 29,884 / 29,884                 | $3,372,720  |
| 25 de mayo de 2022      | Ciudad de México | México         | Foro Sol                               | Eddie Benjamin ¿Téo?             | 112,747 / 112,747               | $8,081,348  |
| 26 de mayo de 2022      | Ciudad de México | México         | Foro Sol                               | Eddie Benjamin ¿Téo?             | 112,747 / 112,747               | $8,081,348  |
| 28 de mayo de 2022      | Zapopan          | México         | Estadio Tres de Marzo                  | Eddie Benjamin ¿Téo?             | 24,182 / 24,182                 | $2,769,203  |
| 3 de junio de 2022      | Brooklyn         | Estados Unidos | Barclays Center                        | Jaden Harry Hudson The Kid Laroi | 14,018 / 14,018                 | $2,224,347  |
| 5 de junio de 2022      | Detroit          | Estados Unidos | Little Caesars Arena                   | Jaden Harry Hudson The Kid Laroi | 12,972 /12,972                  | $2,147,990  |
| 7 de junio de 2022      | Toronto          | Canadá         | Scotiabank Arena                       | Jaden Harry Hudson The Kid Laroi | —                               | —           |
| 8 de junio de 2022      | Toronto          | Canadá         | Scotiabank Arena                       | Jaden Harry Hudson The Kid Laroi | —                               | —           |
| 10 de junio de 2022     | Washington D. C. | Estados Unidos | Capital One Arena                      | Jaden Harry Hudson The Kid Laroi | —                               | —           |
| 13 de junio de 2022     | Nueva York       | Estados Unidos | Madison Square Garden                  | Jaden Harry Hudson The Kid Laroi | —                               | —           |
| 14 de junio de 2022     | Nueva York       | Estados Unidos | Madison Square Garden                  | Jaden Harry Hudson The Kid Laroi | —                               | —           |
| 16 de junio de 2022     | Filadelfia       | Estados Unidos | Wells Fargo Center                     | Jaden Harry Hudson The Kid Laroi | —                               | —           |
| 18 de junio de 2022     | Uncasville       | Estados Unidos | Mohegan Sun Arena                      | Jaden Harry Hudson The Kid Laroi | —                               | —           |
| 20 de junio de 2022     | Boston           | Estados Unidos | TD Garden                              | Jaden Harry Hudson The Kid Laroi | —                               | —           |
| 23 de junio de 2022     | Saint Louis      | Estados Unidos | Enterprise Center                      | Jaden Harry Hudson The Kid Laroi | —                               | —           |
| 24 de junio de 2022     | Milwaukee        | Estados Unidos | American Family Insurance Amphitheater | Jaden Harry Hudson The Kid Laroi | Festival                        | Festival    |
| 28 de junio de 2022     | Las Vegas        | Estados Unidos | T-Mobile Arena                         | Jaden Harry Hudson The Kid Laroi | —                               | —           |
| 30 de junio de 2022     | Glendale         | Estados Unidos | Gila River Arena                       | Jaden Harry Hudson The Kid Laroi | —                               | —           |
| 2 de julio de 2022      | Inglewood        | Estados Unidos | Kia Forum                              | Jaden Harry Hudson The Kid Laroi | —                               | —           |
| 3 de julio de 2022      | Inglewood        | Estados Unidos | Kia Forum                              | Jaden Harry Hudson The Kid Laroi | —                               | —           |
| Europa                  |                  |                |                                        |                                  |                                 |             |
| 31 de julio de 2022     | Lucca            | Italia         | Piazza Napoleon                        | Festival                         | Festival                        | Festival    |
| 3 de agosto de 2022     | Skanderborg      | Dinamarca      | Beech Forest                           | Festival                         | Festival                        | Festival    |
| 5 de agosto de 2022     | Malmö            | Suecia         | Pildammsparken                         | Festival                         | Festival                        | Festival    |
| 7 de agosto de 2022     | Trondheim        | Noruega        | Leangen Travbane                       | Festival                         | Festival                        | Festival    |
| 9 de agosto de 2022     | Helsinki         | Finlandia      | Kaisaniemi Park                        | —                                | —                               | —           |
| 12 de agosto de 2022    | Budapest         | Hungría        | Óbudai-sziget                          | Festival                         | Festival                        | Festival    |
| Sudamérica              |                  |                |                                        |                                  |                                 |             |
| 4 de septiembre de 2022 | Río de Janeiro   | Brasil         | Parque Olímpico                        | Festival                         | Festival                        | Festival    |

## Conciertos cancelados o reprogramados
| Fecha                    | Ciudad          | País                   | Recinto                         | Estado                                   | Motivo                                   |
| ------------------------ | --------------- | ---------------------- | ------------------------------- | ---------------------------------------- | ---------------------------------------- |
| 20 de febrero de 2022    | Las Vegas       | Estados Unidos         | T-Mobile Arena                  | Reprogramado para el 28 de junio de 2022 | Justin dio positivo a COVID-19           |
| 22 de febrero de 2022    | Glendale        | Estados Unidos         | Gila River Arena                | Reprogramado para el 30 de junio de 2022 | Justin dio positivo a COVID-19           |
| 24 de febrero de 2022    | Los Ángeles     | Estados Unidos         | The Forum                       | Reprogramado para el 2 de julio de 2022  | Justin dio positivo a COVID-19           |
| 7 de septiembre de 2022  | Santiago        | Chile                  | Estadio Nacional                | Cancelado                                | Cancelado por motivos de salud de Justin |
| 10 de septiembre de 2022 | La Plata        | Argentina              | Estadio Ciudad de La Plata      | Cancelado                                | Cancelado por motivos de salud de Justin |
| 11 de septiembre de 2022 | La Plata        | Argentina              | Estadio Ciudad de La Plata      | Cancelado                                | Cancelado por motivos de salud de Justin |
| 14 de septiembre de 2022 | São Paulo       | Brasil                 | Allianz Parque                  | Cancelado                                | Cancelado por motivos de salud de Justin |
| 15 de septiembre de 2022 | São Paulo       | Brasil                 | Allianz Parque                  | Cancelado                                | Cancelado por motivos de salud de Justin |
| 28 de septiembre de 2022 | Ciudad del Cabo | Sudáfrica              | Estadio de Ciudad del Cabo      | Cancelado                                | Cancelado por motivos de salud de Justin |
| 1 de octubre de 2022     | Johannesburgo   | Sudáfrica              | FNB Stadium                     | Cancelado                                | Cancelado por motivos de salud de Justin |
| 5 de octubre de 2022     | Baréin          | Baréin                 | Al Dana Amphitheater            | Cancelado                                | Cancelado por motivos de salud de Justin |
| 8 de octubre de 2022     | Dubái           | Emiratos Árabes Unidos | Coca-Cola Arena                 | Cancelado                                | Cancelado por motivos de salud de Justin |
| 9 de octubre de 2022     | Dubái           | Emiratos Árabes Unidos | Coca-Cola Arena                 | Cancelado                                | Cancelado por motivos de salud de Justin |
| 13 de octubre de 2022    | Tel Aviv        | Israel                 | Parque Yarkon                   | Cancelado                                | Cancelado por motivos de salud de Justin |
| 18 de octubre de 2022    | Nueva Delhi     | India                  | Estadio Jawaharlal Nehru        | Cancelado                                | Cancelado por motivos de salud de Justin |
| 22 de octubre de 2022    | Kuala Lumpur    | Malasia                | Estadio Nacional Bukit Jalil    | Cancelado                                | Cancelado por motivos de salud de Justin |
| 25 de octubre de 2022    | Singapur        | Singapur               | Estadio Nacional de Singapur    | Cancelado                                | Cancelado por motivos de salud de Justin |
| 29 de octubre de 2022    | Manila          | Filipinas              | CCP Complex                     | Cancelado                                | Cancelado por motivos de salud de Justin |
| 2 de noviembre de 2022   | Yakarta         | Indonesia              | Gelora Bung Karno Madya Stadium | Cancelado                                | Cancelado por motivos de salud de Justin |
| 3 de noviembre de 2022   | Yakarta         | Indonesia              | Gelora Bung Karno Madya Stadium | Cancelado                                | Cancelado por motivos de salud de Justin |
| 6 de noviembre de 2022   | Bangkok         | Tailandia              | Estadio Rajamangala             | Cancelado                                | Cancelado por motivos de salud de Justin |
| 9 de noviembre de 2022   | Nagoya          | Japón                  | Vantelin Dome                   | Cancelado                                | Cancelado por motivos de salud de Justin |
| 12 de noviembre de 2022  | Osaka           | Japón                  | Domo de Osaka                   | Cancelado                                | Cancelado por motivos de salud de Justin |
| 13 de noviembre de 2022  | Osaka           | Japón                  | Domo de Osaka                   | Cancelado                                | Cancelado por motivos de salud de Justin |
| 16 de noviembre de 2022  | Tokio           | Japón                  | Tokyo Dome                      | Cancelado                                | Cancelado por motivos de salud de Justin |
| 17 de noviembre de 2022  | Tokio           | Japón                  | Tokyo Dome                      | Cancelado                                | Cancelado por motivos de salud de Justin |
| 22 de noviembre de 2022  | Perth           | Australia              | Estadio NIB                     | Cancelado                                | Cancelado por motivos de salud de Justin |
| 26 de noviembre de 2022  | Melbourne       | Australia              | Estadio Marvel                  | Cancelado                                | Cancelado por motivos de salud de Justin |
| 29 de noviembre de 2022  | Sídney          | Australia              | Sydney Football Stadium         | Cancelado                                | Cancelado por motivos de salud de Justin |
| 30 de noviembre de 2022  | Sídney          | Australia              | Sydney Football Stadium         | Cancelado                                | Cancelado por motivos de salud de Justin |
| 3 de diciembre de 2022   | Brisbane        | Australia              | Estadio Suncorp                 | Cancelado                                | Cancelado por motivos de salud de Justin |
| 7 de diciembre de 2022   | Auckland        | Nueva Zelanda          | Mount Smart Stadium             | Cancelado                                | Cancelado por motivos de salud de Justin |
| 11 de enero de 2023      | Ámsterdam       | Países Bajos           | Ziggo Dome                      | Cancelado                                | Cancelado por motivos de salud de Justin |
| 13 de enero de 2023      | Ámsterdam       | Países Bajos           | Ziggo Dome                      | Cancelado                                | Cancelado por motivos de salud de Justin |
| 14 de enero de 2023      | Ámsterdam       | Países Bajos           | Ziggo Dome                      | Cancelado                                | Cancelado por motivos de salud de Justin |
| 16 de enero de 2023      | Hamburgo        | Alemania               | Barclaycard Arena               | Cancelado                                | Cancelado por motivos de salud de Justin |
| 18 de enero de 2023      | Zúrich          | Suiza                  | Hallenstadion                   | Cancelado                                | Cancelado por motivos de salud de Justin |
| 21 de enero de 2023      | Lisboa          | Portugal               | Altice Arena                    | Cancelado                                | Cancelado por motivos de salud de Justin |
| 23 de enero de 2023      | Madrid          | España                 | WiZink Center                   | Cancelado                                | Cancelado por motivos de salud de Justin |
| 25 de enero de 2023      | Barcelona       | España                 | Palau Sant Jordi                | Cancelado                                | Cancelado por motivos de salud de Justin |
| 27 de enero de 2023      | Bolonia         | Italia                 | Unipol Arena                    | Cancelado                                | Cancelado por motivos de salud de Justin |
| 28 de enero de 2023      | Bolonia         | Italia                 | Unipol Arena                    | Cancelado                                | Cancelado por motivos de salud de Justin |
| 31 de enero de 2023      | Colonia         | Alemania               | Lanxess Arena                   | Cancelado                                | Cancelado por motivos de salud de Justin |
| 2 de febrero de 2023     | Fráncfort       | Alemania               | Festhalle                       | Cancelado                                | Cancelado por motivos de salud de Justin |
| 4 de febrero de 2023     | Berlín          | Alemania               | Mercedes-Benz Arena             | Cancelado                                | Cancelado por motivos de salud de Justin |
| 8 de febrero de 2023     | Glasgow         | Reino Unido            | OVO Hydro                       | Cancelado                                | Cancelado por motivos de salud de Justin |
| 11 de febrero de 2023    | Aberdeen        | Reino Unido            | P&J Live                        | Cancelado                                | Cancelado por motivos de salud de Justin |
| 13 de febrero de 2023    | Londres         | Reino Unido            | The O2 Arena                    | Cancelado                                | Cancelado por motivos de salud de Justin |
| 14 de febrero de 2023    | Londres         | Reino Unido            | The O2 Arena                    | Cancelado                                | Cancelado por motivos de salud de Justin |
| 16 de febrero de 2023    | Londres         | Reino Unido            | The O2 Arena                    | Cancelado                                | Cancelado por motivos de salud de Justin |
| 17 de febrero de 2023    | Londres         | Reino Unido            | The O2 Arena                    | Cancelado                                | Cancelado por motivos de salud de Justin |
| 22 de febrero de 2023    | Birmingham      | Reino Unido            | Resorts World Arena             | Cancelado                                | Cancelado por motivos de salud de Justin |
| 23 de febrero de 2023    | Birmingham      | Reino Unido            | Resorts World Arena             | Cancelado                                | Cancelado por motivos de salud de Justin |
| 25 de febrero de 2023    | Mánchester      | Reino Unido            | AO Arena                        | Cancelado                                | Cancelado por motivos de salud de Justin |
| 26 de febrero de 2023    | Sheffield       | Reino Unido            | Sheffield Arena                 | Cancelado                                | Cancelado por motivos de salud de Justin |
| 28 de febrero de 2023    | Dublín          | Irlanda                | 3Arena                          | Cancelado                                | Cancelado por motivos de salud de Justin |
| 2 de marzo de 2023       | Dublín          | Irlanda                | 3Arena                          | Cancelado                                | Cancelado por motivos de salud de Justin |
| 4 de marzo de 2023       | Mánchester      | Reino Unido            | AO Arena                        | Cancelado                                | Cancelado por motivos de salud de Justin |
| 6 de marzo de 2023       | París           | Francia                | Accor Arena                     | Cancelado                                | Cancelado por motivos de salud de Justin |
| 7 de marzo de 2023       | París           | Francia                | Accor Arena                     | Cancelado                                | Cancelado por motivos de salud de Justin |
| 9 de marzo de 2023       | Múnich          | Alemania               | Olympiahalle                    | Cancelado                                | Cancelado por motivos de salud de Justin |
| 11 de marzo de 2023      | Budapest        | Hungría                | Budapest Sports Arena           | Cancelado                                | Cancelado por motivos de salud de Justin |
| 12 de marzo de 2023      | Praga           | República Checa        | O2 Arena                        | Cancelado                                | Cancelado por motivos de salud de Justin |
| 15 de marzo de 2023      | Estocolmo       | Suecia                 | Tele2 Arena                     | Cancelado                                | Cancelado por motivos de salud de Justin |
| 17 de marzo de 2023      | Copenhague      | Dinamarca              | Royal Arena                     | Cancelado                                | Cancelado por motivos de salud de Justin |
| 18 de marzo de 2023      | Copenhague      | Dinamarca              | Royal Arena                     | Cancelado                                | Cancelado por motivos de salud de Justin |
| 20 de marzo de 2023      | Amberes         | Bélgica                | Sportpaleis                     | Cancelado                                | Cancelado por motivos de salud de Justin |
| 21 de marzo de 2023      | Amberes         | Bélgica                | Sportpaleis                     | Cancelado                                | Cancelado por motivos de salud de Justin |
| 24 de marzo de 2023      | Viena           | Austria                | Wiener Stadthalle               | Cancelado                                | Cancelado por motivos de salud de Justin |
| 25 de marzo de 2023      | Cracovia        | Polonia                | Tauron Arena                    | Cancelado                                | Cancelado por motivos de salud de Justin |